# Topología diferencial
En matemáticas, la topología diferencial es una rama de conocimientos que considera las variedades diferenciables y a las funciones diferenciables entre ellas. Estudia las posibles estructuras diferenciables que las variedades pueden portar. Es una ciencia adyacente a la geometría diferencial.
La topología diferencial usa una de las principales herramientas de la teoría de intersección: transversalidad, para establecer sus principales resultados.
Algunas de las cuestiones que esta ciencia trata de responder son:
- ¿Cuántas estructuras diferenciables tiene una 2-variedad? ¿Y una 3-variedad?
- ¿Puede una cierta variedad diferenciable ser encajada (del inglés: embedded) en otra?
- Si dos variedades diferenciables son homeomorfas ¿son difeomorfas?
- ¿Qué variedades diferenciables son frontera de variedades compactas?